# Letňany (métro de Prague)
Letňany est une station de métro à Prague, en Tchéquie. Terminus nord-est de la ligne C du métro de Prague, elle est ouverte depuis le 8 mai 2008.